# Sidi Othmane
Sidi Othmane (en àrab سيدي عثمان, Sīdī ʿUṯmān; en amazic ⵙⵉⴷⵉ ⵄⵓⵜⵎⴰⵏ) és un districte (arrondissement) de la ciutat de Casablanca, dins la prefectura de Casablanca, a la regió de Casablanca-Settat, al Marroc. Segons el cens de 2014 tenia una població total de 220.047 persones.